# ゆめタウン姫路
ゆめタウン姫路（ゆめタウンひめじ）は兵庫県姫路市神子岡前3丁目12-17にあるショッピングセンター。2018年12月1日にグランドオープンした。

## 概要
2018年2月2日に、イズミがザ・モール姫路の施設をめぐり、それを運営していた西友との間で売買契約を結び、同年7月末にて、西友から譲り受け、「ゆめタウン」へリブランドし、出店したのが、このゆめタウン姫路である。「ゆめタウン姫路」として営業を開始した同年8月1日時点では、6階エリアを除いては改装中であり、まだ正式オープンはしていなかったが、同年12月1日、グランドオープンした。尚、同店は「ゆめタウン」として兵庫県への出店はゆめタウン丹波以来22年ぶりである。
改装を実施するにあたって、約30億円の投資を実施し、直営売場（2階、3階）と専門店の回遊性、視認性を高めるため動線の見直し、通路幅の拡大など、環境整備を実施し「サーキットモール」として設計、刷新した。

## 主なテナント
ここでは一部のみ掲載する。
- ことふり/Belle de Karin
- 西松屋
- アカチャンホンポ
- ラセーヌ
- ペリカン
- 喜久屋書店
- 無印良品
- マックハウス
- ロッテリア
- ペッパーランチ
- ダイソー
- 季乃庄
- QBハウス
- サイゼリヤ
- ミスタードーナツ

## 過去のテナント
- スポーツクラブNAS姫路
- リンガーハット
- どんどん
- ヤマダデンキ（2024年5月6日閉店）

## 周辺の競合店
- イオンモール姫路リバーシティー
- イオンモール姫路大津
- イオン姫路店
- イオンタウン姫路
- ピオレ姫路
- MEGAドン・キホーテ姫路広畑店